# Фанорона

Игровое поле

Фанорона (fanorona: по-малагасийски звучит «фану́руна») — настольная игра, произошедшая от средневековой арабской игры «киркат», в которую, как и вариант Fanoron-Dimyand («Фанорона пятерная»), играли на доске 5×5. Фанорона родом с острова Мадагаскар, где особенно распространена и популярна. Относится к категории игр шашечного типа.

## Правила
Игра идёт на доске с нанесённой сеткой 9 × 5 точек. Точки соединены линиями, определяющими направления разрешённых ходов.
У каждой стороны (черные и белые) в начале игры есть по 22 камня, расположенных на всех точках, кроме центральной. Ходят по очереди.
Существует два варианта хода: простое перемещение (ход «пайка») или захват камней противника.
Ход «пайка» включает в себя простое перемещение одного из своих камней вдоль линии на соседнюю точку.
Захватывающий ход приводит к сниманию с доски одного или нескольких камней противника. Подобный ход является обязательным, то есть если игрок в свой ход имеет возможность захватить один или несколько камней противника, то он обязан это сделать.
Существует два варианта захвата: «атака» или «отступление»:
- «Атака» — если игрок перемещает один из своих камней на некоторую точку так, что следующая точка на той же линии занята камнем противника, то камень противника снимается с доски. Все камни противника, расположенные на той же линии и идущие подряд за снятым камнем (до тех пор пока не встречается пустая точка или точка, занятая камнем игрока), также снимаются с доски.

- «Отступление» — если игрок перемещает один из своих камней с некоторой точки так, что предыдущая точка на той же линии занята камнем противника, то камень противника снимается с доски. Все камни противника, расположенные на той же линии и идущие подряд за снятым камнем (до тех пор пока не встречается пустая точка или точка, занятая камнем игрока), также снимаются с доски.

Если после перемещения своего камня игрок может захватить камни противника как «атакой», так и «отступлением», то игрок может выбрать любой из вариантов.
Если перемещенный захватывающий камень может продолжить захватывающие перемещения, то он может (но не обязан) это сделать в течение того же хода со следующими ограничениями:
- Захватывающий камень не может посетить одну и ту же точку дважды в течение одного хода (включая ту точку, на которой он находился до начала хода).
- Захватывающий камень не может совершить два перемещения в одном и том же направлении подряд в течение хода (это может произойти если «атака» следует за «отступлением»).

Цель игры — захватить все камни соперника. Если это не удастся никому, то игра считается завершившийся вничью.

## Варианты
- Fanoron-Telo играется на доске 3 × 3 и сопоставимо с игрой в крестики-нолики.
- Fanoron играют на доске 5 × 5.

## В видеоиграх
- Фанорона присутствует в Assassin's Creed III и Assassin's Creed IV в качестве настольной игры. В третьей части необходимо обыграть сложного соперника, чтобы получить достижение «Игрок старой школы».[2]
- Энтузиастами с Мадагаскара создана игра E-Fanorona, доступная на универсальной платформе Windows[3] и в AppStore.